# Brouskův mlýn (národní přírodní rezervace)
Brouskův mlýn je národní přírodní rezervace v okrese České Budějovice. Nachází se v Třeboňské pánvi. Rezervace zahrnuje tři kilometry dlouhý úsek široké a ploché nivy Stropnice jihovýchodně od Borovan, od samoty U Svitáků u Jílovic po rybník Sejkovec pod osadou Dvorec. Je součástí evropsky významné lokality Stropnice.
Předmětem ochrany je rozsáhlý komplex cenných společenstev vodní, mokřadní, rašeliništní a luční vegetace s výskytem mnoha vzácných a ohrožených rostlinných druhů. Zároveň se jedná o hnízdní a potravní biotop mokřadních druhů ptáků, vyskytují se zde početné populace obojživelníků, měkkýšů a rovněž bohatá mokřadní entomofauna. Výjimečně zachovalé je živě meandrující koryto řeky Stropnice.
K významnějším druhům rostlin zde patří čertkus luční (Succisa pratensis), srpice barvířská (Serratula tinctoria), kosatec sibiřský (Iris sibirica), vrba rozmarýnolistá (Salix rosmarinifolia), všivec ladní (Pedicularis sylvatica), ostřice stinná (Carex umbrosa), ostřice blešní (Carex pulicaris), prstnatec májový (Dactylorhiza majalis), pampeliška Nordstedtova (Taraxacum nordstedtii), tolije bahenní (Parnassia palustris), vemeník dvoulistý (Platanthera bifolia). Nejcennější vegetací rezervace rašelinné louky na nichž mimo jiné rostou suchopýr úzkolistý (Eriophorum angustifolium), zábělník bahenní (Comarum palustre), kozlík dvoudomý (Valeriana dioica), suchopýr širolistý (Eriophorum latifolium), suchopýrek alpský (Trichophorum alpinum), hrotnosemenka bílá (Rhynchospora alba), ostřice plstnatoplodá (Carex lasiocarpa), rosnatka okrouhlolistá (Drosera rotundifolia), rosnatka anglická (Drosera anglica), klikva bahenní (Vaccinium oxycoccos), vachta trojlistá (Menyanthes trifoliata), bublinatka menší (Utricularia minor).
Mezi 65 zjištěnými druhy ptáků byl zaznamenán unikátní výskyt chřástala vodního (Rallus aquaticus) i kropenatého (Porzana porzana) a slavíka modráčka (Luscinia svecica). Z dalších živočišných druhů zde žije např. vydra říční (Lutra lutra), mihule potoční (Lampetra planeri), celá řada chráněných obojživelníků, z plazů zmije obecná (Vipera berus).